# Corythalia vervloeti
Corythalia vervloeti là một loài nhện trong họ Salticidae.
Loài này thuộc chi Corythalia. Corythalia vervloeti được Ilka Maria Fernandes Soares & Hélio Ferraz de Almeida Camargo miêu tả năm 1948.